# Chiquitano
Le chiquitano ou besɨro est une langue macro-jê originaire des Llanos de Chiquitos et du Chaco bolivien, régions du département de Santa Cruz, au sud-est de la Bolivie, ainsi que dans quelques municipalités limitrophes du Brésil.
L'évaluation du nombre de locuteurs varie beaucoup d'une source à l'autre (de 6 000 à 40 000, et même 60 000), selon la zone géographique et les dialectes retenus. Si l'on se base sur l'évaluation la plus large, cette langue se place en cinquième position quant au nombre de locuteurs en Bolivie après l'espagnol, le quechua, l'aymara et le chiriguano.
La langue actuelle est le résultat d'un intense brassage linguistique entre diverses tribus indigènes, dans de petites colonies appelées réductions (reducciones) organisées par les Jésuites, sur une période couvrant la fin du XVIIe siècle et une grande partie du XVIIIe siècle, la première mission, San Francisco Javier (aujourd'hui San Javier), ayant été fondée en 1691. Ces réductions sont même pour une grande part restées actives après l'expulsion des Jésuites en 1767, et ce jusqu'aux dévastations provoquées par la révolution, notamment à partir de 1880. On trouvera un exemple de ces réductions dans l'article La Santisima Trinidad de Paraná (en).
Il existe des grammaires, et un alphabet normalisé pour l'écriture de la langue.
On distingue parfois quatre dialectes du chiquitano : le tao, le manasi, le peñoqui et le piñoco.
L'appellation besɨro constitue un autonyme et signifie en chiquitano « correct » ou « droit », expression qui est utilisée par exemple dans l'expression Manityana auqui besɨro qui signifie « Nous parlons correctement », c'est-à-dire « Nous parlons en chiquitano ». 

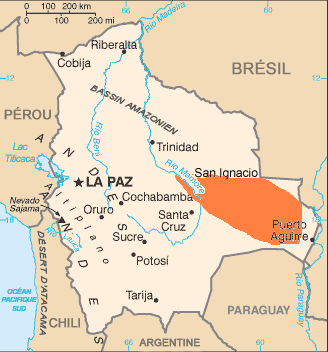
Répartition géographique approximative de la langue chiquitano en Bolivie.

## Origine
Le chiquitano est une langue indigène de Bolivie, plus précisément du département de Santa Cruz, situé dans la partie orientale du pays. Les Llanos de Chiquitos et le Chaco sont situés au sein de ce département et constituent les régions desquelles est originaire précisément le chiquitano. Il s'agit de régions au climat tropical. 

## Écriture
| Majuscules | A | B | Ch | E | I | Ɨ  | J | K | M  | N |  |  |  |  |  |  |  |  |  |  |
| Minuscules | a | b | ch | e | i | ɨ  | j | k | m  | n |  |  |  |  |  |  |  |  |  |  |
|            |   |   |    |   |   |    |   |   |    |   |  |  |  |  |  |  |  |  |  |  |
| Majuscules | Ñ | O | R  | S | T | Ty | U | X | Xh | Y |  |  |  |  |  |  |  |  |  |  |
| Minuscules | ñ | o | r  | s | t | ty | u | x | xh | y |  |  |  |  |  |  |  |  |  |  |

Dans l’orthographe chiquitano, les voyelles longues sont notées en doublant la lettre ‹ aa ee ii ɨɨ oo uu ›.